# Rhagoletis fausta
Rhagoletis fausta
 es una especie de insecto del género Rhagoletis de la familia Tephritidae, orden Diptera. Osten Sacken la describió en 1877.
Infesta árboles frutales del género Prunus, como cerezos y ciruelos. Se encuentra en Norteamérica.